# Orlando Magic 1994-1995
La stagione NBA 1994-1995 fu la 6ª stagione della storia degli Orlando Magic che si concluse con un record di 57 vittorie e 25 sconfitte nella regular season, il 1º posto nell'Atlantic Division e la vittoria della Eastern Conference.
Nei playoff del 1995 sconfisse nell'ordine i Boston Celtics, i Chicago Bulls e gli Indiana Pacers, per poi perdere le NBA Finals 1995 contro li Houston Rockets per 4-0.

## Draft
| Giro | Scelta | Giocatore       | Posizione           | Nazionalità | Università/Club |
| ---- | ------ | --------------- | ------------------- | ----------- | --------------- |
| 1    | 27     | Brooks Thompson | guardia             | Stati Uniti | Oklahoma State  |
| 2    | 31     | Rodney Dent     | guardia/ala piccola | Stati Uniti | Kentucky        |

## Regular season
| Squadra            | V  | P  | %    | GB |
| ------------------ | -- | -- | ---- | -- |
| Orlando Magic      | 57 | 25 | 69,5 | -  |
| New York Knicks    | 55 | 27 | 67,1 | 2  |
| Boston Celtics     | 35 | 47 | 42,7 | 22 |
| Miami Heat         | 32 | 50 | 39,0 | 25 |
| New Jersey Nets    | 30 | 52 | 36,6 | 27 |
| Philadelphia 76ers | 24 | 58 | 29,3 | 33 |
| Washington Bullets | 21 | 61 | 25,6 | 36 |

## Play-off

### Primo turno
Gara 1
| 28 aprile 1995 | Orlando Magic | 124 – 77 | Boston Celtics |  |

Gara 2
| 30 aprile 1995 | Orlando Magic | 92 – 99 | Boston Celtics |  |

Gara 3
| 11 giugno 1995 | Boston Celtics | 77 – 82 | Orlando Magic |  |

Gara 4
| 5 maggio 1995 | Boston Celtics | 92 – 95 | Orlando Magic |  |

### Semifinali di Conference
Gara 1
| 7 maggio 1995 | Orlando Magic | 94 – 91 | Chicago Bulls |  |

Gara 2
| 10 maggio 1995 | Orlando Magic | 94 – 104 | Chicago Bulls |  |

Gara 3
| 12 maggio 1995 | Chicago Bulls | 101 – 110 | Orlando Magic |  |

Gara 4
| 14 maggio 1995 | Chicago Bulls | 106 – 95 | Orlando Magic |  |

Gara 5
| 16 maggio 1995 | Orlando Magic | 103 – 95 | Chicago Bulls |  |

Gara 6
| 18 maggio 1995 | Chicago Bulls | 102 – 108 | Orlando Magic |  |

### Finali di Conference
Gara 1
| 23 maggio 1995 | Orlando Magic | 105 – 101 | Indiana Pacers |  |

Gara 2
| 25 maggio 1995 | Orlando Magic | 119 – 114 | Indiana Pacers |  |

Gara 3
| 27 maggio 1995 | Indiana Pacers | 105 – 100 | Orlando Magic |  |

Gara 4
| 29 maggio 1995 | Indiana Pacers | 94 – 93 | Orlando Magic |  |

Gara 5
| 31 maggio 1995 | Orlando Magic | 108 – 106 | Indiana Pacers |  |

Gara 6
| 2 giugno 1995 | Indiana Pacers | 123 – 96 | Orlando Magic |  |

Gara 7
| 4 giugno 1995 | Orlando Magic | 105 – 81 | Indiana Pacers |  |

### NBA Finals 1995
Gara 1
| 7 giugno 1995 | Orlando Magic | 118 – 120 TS | Houston Rockets |  |

Gara 2
| 9 giugno 1995 | Orlando Magic | 106 – 117 | Houston Rockets |  |

Gara 3
| 11 giugno 1995 | Houston Rockets | 106 – 103 | Orlando Magic |  |

Gara 4
| 14 giugno 1995 | Houston Rockets | 113 – 101 | Orlando Magic |  |

## Roster
| \| Pos. \| Num. \| Naz. \| Nome \| Altezza \| Peso \| Data nascita \| Provenienza \| \| ---- \| ---- \| ---- \| ------------------ \| ------- \| ------ \| ------------ \| ------------------ \| \| G/AP \| 25 \| \| Anderson, Nick \| 198 cm \| 93 kg \| 20-01-1968 \| Illinois \| \| G \| 10 \| \| Armstrong, Darrell \| 183 cm \| 77 kg \| 22-06-1968 \| Fayetteville State \| \| A/C \| 0 \| \| Avent, Anthony \| 206 cm \| 107 kg \| 18-10-1969 \| Seton Hall \| \| G/AP \| 14 \| \| Bowie, Anthony \| 198 cm \| 86 kg \| 09-11-1963 \| Oklahoma \| \| A/C \| 54 \| \| Grant, Horace \| 208 cm \| 98 kg \| 04-07-1965 \| Clemson \| \| C \| 43 \| \| Hammink, Geert \| 213 cm \| 119 kg \| 12-07-1969 \| LSU \| \| G/AP \| 1 \| \| Hardaway, Anfernee \| 201 cm \| 88 kg \| 18-07-1971 \| Memphis \| \| C \| 32 \| \| O'Neal, Shaquille \| 216 cm \| 147 kg \| 06-03-1972 \| LSU \| \| C \| 30 \| \| Rollins, Tree \| 216 cm \| 107 kg \| 15-06-1955 \| Clemson \| \| A \| 5 \| \| Royal, Donald \| 203 cm \| 95 kg \| 22-05-1966 \| Notre Dame \| \| A \| 3 \| \| Scott, Dennis \| 203 cm \| 104 kg \| 05-09-1968 \| Georgia Tech \| \| G \| 20 \| \| Shaw, Brian \| 198 cm \| 86 kg \| 22-03-1966 \| UC Santa Barbara \| \| G \| 22 \| \| Thompson, Brooks \| 193 cm \| 88 kg \| 19-07-1970 \| Oklahoma State \| \| A/C \| 55 \| \| Tower, Keith \| 211 cm \| 113 kg \| 15-05-1970 \| Notre Dame \| \| A/C \| 31 \| \| Turner, Jeff \| 206 cm \| 104 kg \| 09-04-1962 \| Vanderbilt \| | Allenatore - Brian Hill Assistente/i - Richie Adubato (Vice-allenatore) - Tree Rollins (Vice-allenatore) - Tom Sterner (Vice-allenatore) Legenda - (C) Capitano - (FA) Free agent - (S) Sospeso - (TW) Contratto Two-way - (GL) Assegnato a squadra G League affiliata - Infortunato Roster • Transazioni · Ultima transazione: 28 giugno 1995 |                        |                    |         |        |              |                    |
| Pos. | Num. | Naz.                   | Nome               | Altezza | Peso   | Data nascita | Provenienza        |
| G/AP | 25 | Stati Uniti (bandiera) | Anderson, Nick     | 198 cm  | 93 kg  | 20-01-1968   | Illinois           |
| G | 10 | Stati Uniti (bandiera) | Armstrong, Darrell | 183 cm  | 77 kg  | 22-06-1968   | Fayetteville State |
| A/C | 0 | Stati Uniti (bandiera) | Avent, Anthony     | 206 cm  | 107 kg | 18-10-1969   | Seton Hall         |
| G/AP | 14 | Stati Uniti (bandiera) | Bowie, Anthony     | 198 cm  | 86 kg  | 09-11-1963   | Oklahoma           |
| A/C | 54 | Stati Uniti (bandiera) | Grant, Horace      | 208 cm  | 98 kg  | 04-07-1965   | Clemson            |
| C | 43 | Paesi Bassi (bandiera) | Hammink, Geert     | 213 cm  | 119 kg | 12-07-1969   | LSU                |
| G/AP | 1 | Stati Uniti (bandiera) | Hardaway, Anfernee | 201 cm  | 88 kg  | 18-07-1971   | Memphis            |
| C | 32 | Stati Uniti (bandiera) | O'Neal, Shaquille  | 216 cm  | 147 kg | 06-03-1972   | LSU                |
| C | 30 | Stati Uniti (bandiera) | Rollins, Tree      | 216 cm  | 107 kg | 15-06-1955   | Clemson            |
| A | 5 | Stati Uniti (bandiera) | Royal, Donald      | 203 cm  | 95 kg  | 22-05-1966   | Notre Dame         |
| A | 3 | Stati Uniti (bandiera) | Scott, Dennis      | 203 cm  | 104 kg | 05-09-1968   | Georgia Tech       |
| G | 20 | Stati Uniti (bandiera) | Shaw, Brian        | 198 cm  | 86 kg  | 22-03-1966   | UC Santa Barbara   |
| G | 22 | Stati Uniti (bandiera) | Thompson, Brooks   | 193 cm  | 88 kg  | 19-07-1970   | Oklahoma State     |
| A/C | 55 | Stati Uniti (bandiera) | Tower, Keith       | 211 cm  | 113 kg | 15-05-1970   | Notre Dame         |
| A/C | 31 | Stati Uniti (bandiera) | Turner, Jeff       | 206 cm  | 104 kg | 09-04-1962   | Vanderbilt         |

### Arrivi/partenze
Mercato e scambi avvenuti durante la stagione:
Arrivi
| N° | Naz. | Ruolo | Sportivo |  | Alt. |  |
| -- | ---- | ----- | -------- |  | ---- |  |

Partenze
| N° | Naz. | Ruolo | Sportivo |  | Alt. |  |
| -- | ---- | ----- | -------- |  | ---- |  |

## Premi e onorificenze
- Anfernee Hardaway incluso nell'All-NBA First Team
- Shaquille O'Neal incluso nell'All-NBA Second Team
- Horace Grant incluso nell'All-Defensive Second Team